# Stadhouderskade 129
Het pand Stadhouderskade 129 is een gebouw aan de Stadhouderskade/Singelgracht in De Pijp te Amsterdam-Zuid. 
Het gebouw is opgetrokken naar een ontwerp van Nicolaas Vos, van huis uit makelaar, maar tevens architect. Hij ontwierp het gebouw voor de heer K. van den Eijnden, een horeca-ondernemer, die hier zijn Café (en later Café-Billard) Graniet Zuil/Granietzuil begon, maar ook gebouw Stadhouderskade 128 liet bouwen. De grond had hij in 1879 bemachtigd. Bouwers van het pand zijn waarschijnlijk Jan Willem Hartgerink en Hendrik Dirks Kramer. Ook voor dit pand gold, dat ze vlak na de oplevering niet goed aansloten op het Liernurstelsel, een euvel dat wel vaker voorkwam binnen de bouwwerken van Hartgerink en Kramer. De bouwstijl is eclectisch, daarbij is het gebouw relatief rijk  versierd en wit ten opzichte van de buurpanden. De versieringen hier toegepast zijn ook terug te vinden in het door het door Vos ontworpen Gebouw Plancius. De gehele voorgevel van het gebouw is wit uitgevoerd. 
In café De Granietzuil hebben ooit Lodewijk van Deyssel en Willem Kloos (De Kloossies) wat genuttigd. In een briefwisseling heeft van Deyssel het over Steenen Granietzuil in tegenstelling tot de houten Berebijt. In 1910 was hier een kantoor gevestigd van Maurice van Genderingen, die een autobedrijf voerde op Stadhouderskade 93-94. Gedurende de jaren daarna ging het pand van hand tot hand  Vanaf de jaren tien zat hier een advocatenkantoor L. Prins, die ook de zaken behartigde van de Maatschappij tot zoutwinning op het eiland St. Martin”. In 1941 was hier een magazijn in tabaksgoederen gevestigd van de Turmac (Turks-Macedonische tabaksmaatschappij) te Zevenaar. Tijdens hun verblijf hier vonden in 1942 diverse inbraaken plaats, waarbij op 11 maart meer dan 100.000 sigaretten werden gestolen. In de jaren zeventig was er een keukencentrum gevestigd, opgevolgd door een kantoor van Pro Civivus, verzekeraar voor studenten. In 2015 zat hier gevestigd een atelier in dameskleding Baskets. De voorgevel van de begane grond is dan al jaren geleden verbouwd.
Herman Knijtijzer heeft enige tijd op nummer 129a gewoond.
Oost ·
160 ·
158 ·
157 ·
156 ·
155 ·
151-154 ·
149-150 ·
145-146 ·
142-144 ·
140-141 ·
137-139 ·
135-136 ·
130-134 ·
129 ·
128 ·
125-127 ·
123-124 ·
116-122 ·
115 ·
110-113 ·
100-101 ·
97 ·
95-96 ·
93-94 ·
92 ·
91 ·
89-90 ·
87-88 ·
86 ·
85 ·
84 ·
82-83 ·
78-79 ·
77 ·
Heineken Brouwerij ·
74 ·
72-73 ·
69-70 ·
68 ·
67 ·
65-66 ·
64 ·
62-63 ·
60-60a ·
58-59 ·
56-57 ·
Willemshuis ·
Van Nispenhuis ·
Kapel van Sint Josephs Gezellen-Vereeniging ·
54 ·
52-53 ·
47-49 ·
Carel Willinkplantsoen ·
Polderhuis ·
Ruysdaelkade 2-4 ·
Judith Leysterbrug ·
42 (Rijksmuseum) ·
40-41 ·
31-35 ·
30 ·
29 ·
Park Centraal Amsterdam ·
Stedemaagd (Vondelpark) ·
Byzantium ·
Koepelkerk ·
12 (Marriott) ·
Persilhuis ·
7 ·
5 ·
3 ·
1 ·
West